# Adolph Kolping
Adolph Kolping (Kerpen, 1813. december 8. – Köln, 1865. december 4.) német katolikus pap, a Kolping mozgalom megszervezője.

## Élete

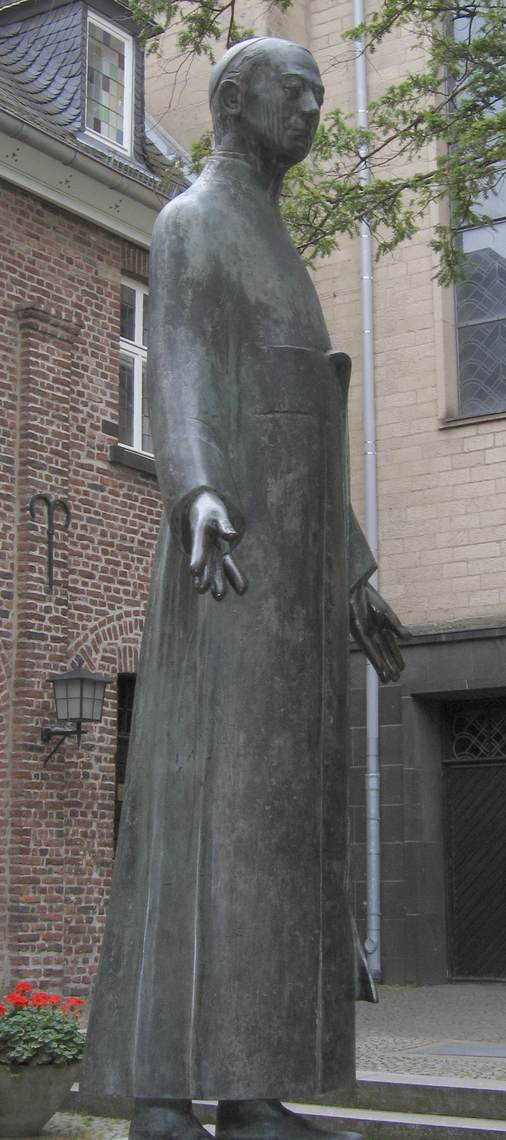
A kerpeni Kolping-emlékmű

Adolph Kolping pásztorcsalád negyedik gyermekeként született, a család nem élt különösen jó körülmények között. Édesapja, Peter Kolping, édesanyja Maria Zurheyden. 1820-tól 1826-ig az elemi iskolába járt. Ezután három évig Kerpenben cipésznek tanult szülei kívánságára. Gyermekkorát Kolping később, szegénységük ellenére is, boldognak írta. A segédvizsga után 1829-től 1832-ig Sindorfban, Dürenben és Lecheichban dolgozott mint cipészsegéd, majd egy akkor híres cipészműhelyben Kölnben, ahol mestere felajánlotta, hogy házasodjon be a családjába, s ezáltal részesedett volna az üzletéből. Ő azonban inkább más állás után nézett.
Kolping szomorú tapasztalatokat szerzett segédévei során. Elkeserítőnek találta önnön és társai életkörülményeit. Valószínűleg ezek a körülmények okozták, hogy megbetegedett és 22 évesen fel kellett adnia tevékenységét. Két év múlva már gimnáziumba járt, hogy később egyetemre mehessen, mert pap szeretett volna lenni. Csupán három és fél évvel később, 1841. április 3-án le is érettségizett. 1841-től 1842-ig Münchenben, 1844-ig Bonnban és 1844. március 26-tól a kölni Püspöki Kollégiumban tanult teológiát. Tanulmányainak költségeit annak a földbirtokosnak a lánya fedezte, akinél az apja pásztorkodott.
1845. április 13-án a kölni minoritatemplomban pappá szentelték és ezután Elberfeldben (ma Wuppertal része) volt káplán és hittantanár. Ez a város abban a korban több ezer lakosú ipari komplexummá nőtt. A szegénységben, reménytelen életkörülmények között tengődő fiatal férfiak sorsa erősen emlékeztette saját korábbi életére. 1847 júniusában kinevezték a Wermelskirchenbe helyezett káplán utódjává illetve az 1846-ban Johann Gregor Breuer (1820–1897) által alapított katolikus segédegylet második elöljárójává. Az egylet támogatást, lelki támaszt és tanulási lehetőséget biztosított tagjai számára, különösen a segédek képzése idején, amikor három évig távol kellett maradniuk szülővárosuktól. Kolping felismerte a segédegylet jelentőségét és lehetőségeit, és elhatározta, hogy bővíti az egylet tevékenységét. Úgy gondolta azonban, hogy erre csak egy nagyobb városból van esélye, ezért megkérte a püspököt, hogy Kölnben kapjon állást.

## A kölni Katolikus Legényegylet megalapítása
1849-ben Kolping káplánként visszakerült Kölnbe, és május 6-án megalapította hét segéddel a Kölni Legényegyletet. Célja a „legények” vallási, szakmai, családi és társadalmi életre való felkészítése volt. 1850. január 1-jén az egyletnek már 550 tagja volt. A kölni példát követve más városokban is egyre-másra alakultak az egyletek. Kolping élete végén már 418 egylet működött országszerte 24 ezer taggal. 1850 őszén Kolping összeolvasztotta az elberfeldi, a kölni és a düsseldorfi egyleteket, és megszületett a Rajnai Legényegylet, amely 1851-től Katolikus Segédegylet néven vált ismertté. Ez lett a mai Kolpingwerk alapja.

## Boldoggá avatása
1934. március 21-én Joseph Schulte kardinális, Köln püspöke hivatalosan elindította Adolph Kolping boldoggá avatásának folyamatát. 1991. október 27-én avatta boldoggá II. János Pál pápa. A római katolikus egyház december 4-én emlékezik meg Adolph Kolpingról. II. János Pál 1980. november 15-én ellátogatott Kolping sírjához a kölni minoritatemplomban. Miután imádkozott, ezt mondta: „A mai egyháznak olyan példaképekre van szüksége, mint Kolping volt.” Szentté avatása folyamatban van.